# Czeremchowo
Czeremchowo (ros. Черемхово) – miasto w Rosji w obwodzie irkuckim w zagłębiu węglowym.
Znajdują się tu kopalnie węgla, przemysł maszynowy, spożywczy, lekki.
Jedno z miejsc do których byli zsyłani polscy działacze socjalistyczni z partii „Proletariat”. Tu byli zatrudniani między innymi w kopalni węgla i złota „Komorowski i Sobieszczański” (Kомпании Русскo-Азиатическия Уголья копий и Золотые принска „Коморовский и Собесщанский”, Черемхово).